# Indocalamus quadratus
Indocalamus quadratus är en gräsart som beskrevs av Hui Ru Zhao och Ya Ling Yang. Indocalamus quadratus ingår i släktet Indocalamus och familjen gräs. Inga underarter finns listade i Catalogue of Life.